# Intro (počítačové hry)
Intro je anglicismus a český slangový výraz pro úvodní část počítačové hry. Má za úkol hráče uvést do hry, představit mu jí nebo ho seznámit se základními souvislostmi hry. Nejprve šlo obvykle o počítačovou animaci, s rozvojem výpočetního výkonu počítačů ale některé hry přešly na scény renderované přímo pomocí herního enginu.
Opakem je outro (uzavírací pasáž).